# 資治通鑑

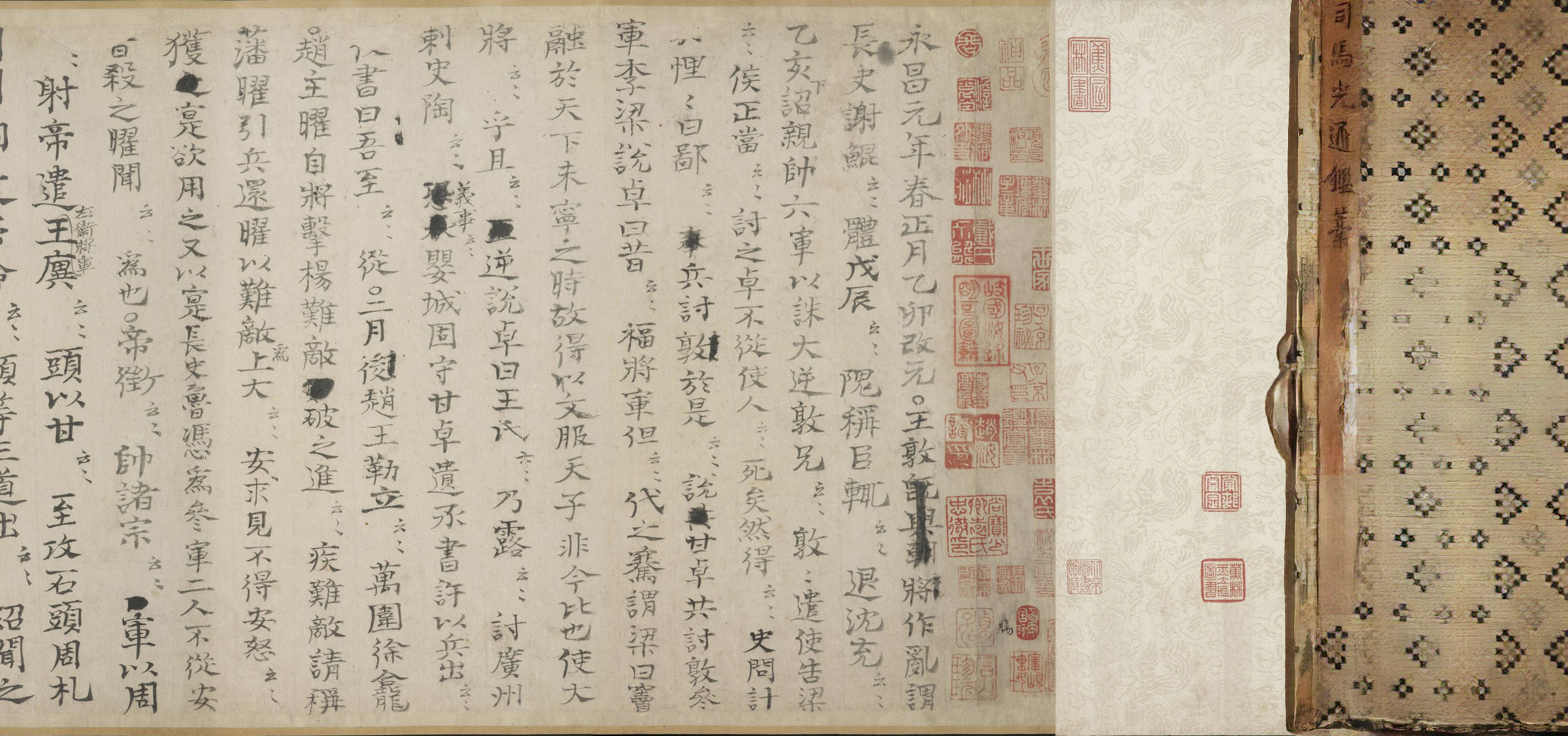
資治通鑑

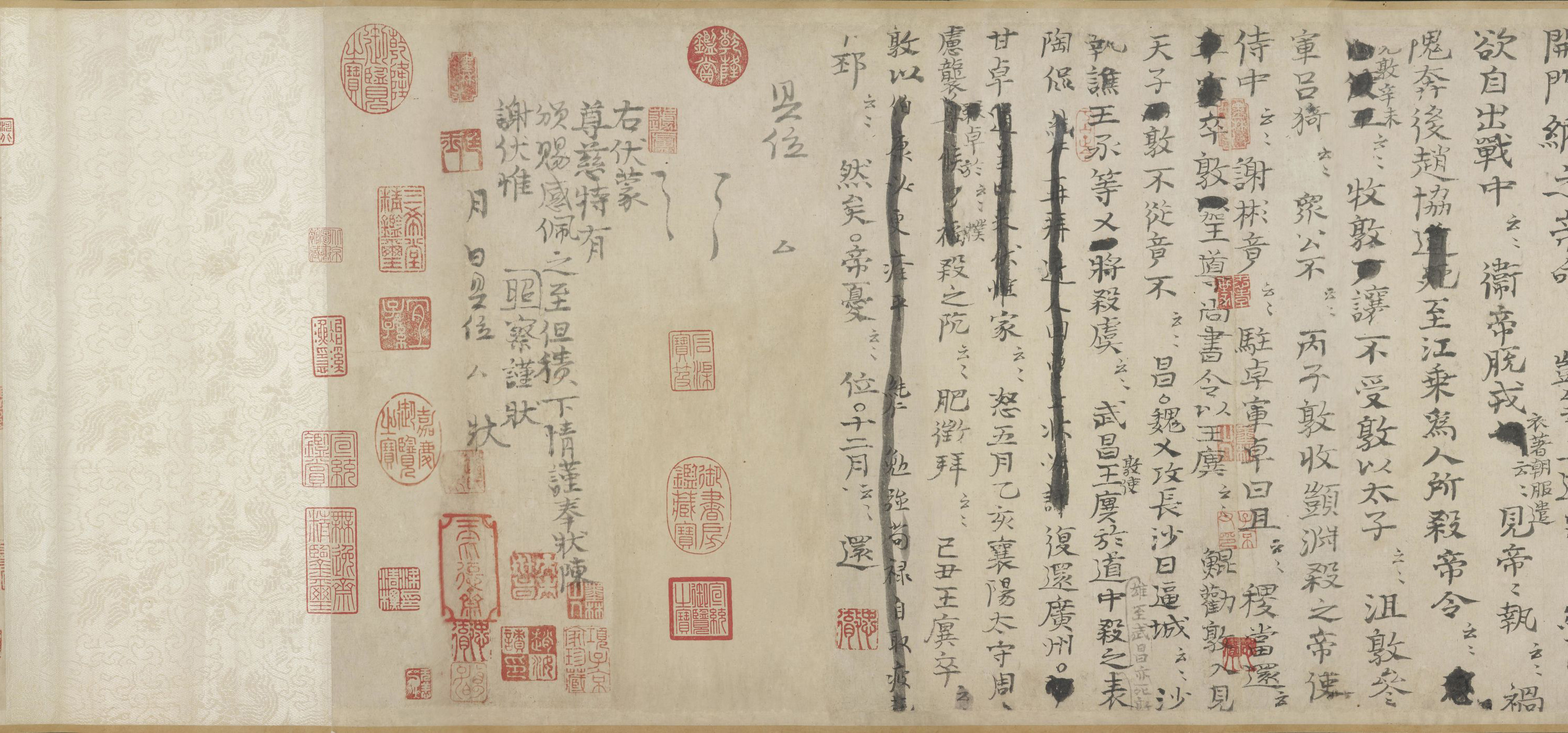
資治通鑑

『資治通鑑』（しじつがん、繁体字: 資治通鑑; 簡体字: 资治通鉴; 拼音: Zīzhì Tōngjiàn; ウェード式: Tzu-chih T'ung-chien）は、中国北宋の司馬光が、1065年（治平2年）の英宗の詔により編纂して1084年（元豊7年）に完成した、編年体の歴史書。全294巻。もとは『通志』といったが、神宗により『資治通鑑』と改名された。『温公通鑑』『涑水通鑑』ともいう。
収録範囲は、紀元前403年（周の威烈王23年）の韓・魏・趙の自立による戦国時代の始まりから、959年（後周の世宗の顕徳6年）の北宋建国の前年に至るまでの1362年間としている。
この書は王朝時代には司馬光の名と相まって、高い評価が与えられてきた。また後述のように実際の政治を行う上での参考に供すべき書として作られたこともあり、『貞観政要』などと並んで代表的な帝王学の書とされてきた。また近代以後も、司馬光が執筆に用いた史料で既に散逸したものが少なくないため、有力な史料と目されている。

## 内容
司馬光は『資治通鑑』の史体を選ぶ時、あえて当時全盛であった『史記』『漢書』以来の正史の形式である紀伝体を取らず、編年体とした。これは彼が儒学の経典である『春秋』に倣うことを目的としたもので、主観を排し客観を重んじる司馬光の思想によるものとされるが、それ以外にも後述する稲葉一郎の研究にあるように当時の紀伝体史書の欠陥を補うために行ったものであるとされている。
本書は、はじめは単に「通志」（南宋の鄭樵による『通志』は別のもの）と呼ばれ、全8巻として1064年（治平元年）に英宗に上呈された。その後、神宗の代になって「政治上の参考に資するもの（治に資し通じて鑑みる）」という意味合いをもたせて、『資治通鑑』という名を賜った。内容的には、正史に記載されていない、野史や家伝、瑣説などの322種にのぼる豊富な資料に基づいて記載している。とりわけ、隋唐五代の部分は、欧陽脩の『新唐書』編纂時に捨て去った史料や、後に収集された資料を駆使しているため、正史としての『旧唐書』や『新唐書』、『旧五代史』・『新五代史』と同様に、高い史料的価値を持っている。
この司馬光の野史を多く用いた方針は当時としては革新的なものであった。唐代以降、正史を編纂する時は儒教経典を丸暗記した史官が儒教道徳的に問題がない話を紀伝体で婉曲に書くのが好まれていた。唐・宋の史官は貴族出身の官僚たちばかりだったので、軍人を卑賤にみており、軍人の功績を無視し文官の功績を過大に書き、文官の履歴書と上表文を大量に掲載している。このように冗長で非現実的な歴史著述が行われていたのだが、司馬光は軍事面の史実や民間の野史に残っていた話を多く取り上げている。
司馬光が野史を多く使い、編年体という当時としては流行っていないスタイルで歴史を書こうとした理由としては、歴史学者稲葉一郎の研究では下記の要因が挙げられている。
- 正史が膨大であり、かつ本紀と列伝で記述が重複している上に、内容が冗漫で官僚の履歴書と上表文で埋まっているので歴史の流れが理解しにくかったこと。このため不要な部分を節略すべきという考えが当時の学者たちの間で議論されていた。司馬光自身も『進通志表』などで述懐しているように、幼少の頃から中国史を学んだが、歴史の流れの把握に苦心していた。
- 唐にくらべて宋の科挙官僚は民衆出身者が多く、唐以来の貴族による歴史著述に不満が持たれていたこと。下記に述べる正史編纂官の偏見は当時の知識人を失望させていた。
- 正史、特に断代史の紀伝体では、歴史を編纂した勝者の王朝が「善」とされるため、明らかに不公平な描写がされていたことに当時の人々が不満を持っていたこと。例えば、唐の魏徴が編んだ正史『隋書』では隋の高官であった李淵が反旗を翻し独立して唐を建国した時も「義兵をあげた」といかにも正義の兵であるように書かれていた。[7]そして、唐のライバルの群雄は全て賊と書かれていた。これは王朝ごとの正義を主張する断代史では解消できず、全部の歴史の流れを編年体で記すしかなかった。例えば鄭樵は「隋の家臣に過ぎない李淵の謀反のどこに正統性があるのか？義兵とは何を根拠に自分たちは正義だと言い張っているのか？『南斉書』など他の正史でも似たような記載が多い。正史の記載で勝ったほうが正義とされるのであれば敗者は永遠に恨みを晴らすことが出来ないであろう。正史はこんな記述に溢れている。仁義も何もあったものではない！」と『通志』の序で批判している。[8]
- 当時春秋学が発達し、編年体が見直されていたこと

当時の史書編纂官の偏見については宋の洪邁の『容斎四筆』巻十一に詳しく書かれている。
洪邁によると、当時の朝廷で『冊府元亀』を編纂した時、偏見によって野史を排除したという。この書物を編纂する時、真宗皇帝は以下のように述べ、野史を史書に入れてはならないと厳命した。
史書編纂官はその意に従い、「無礼なこと、家伝の記録、従軍した武将が書いた記録、野史に登場する些細なこと、正統ではない王朝の史実などは、それを史書に記載すれば文が汚れてしまうでしょう。」と言って野史や従軍記、家伝を捨て去り儒教道徳的に問題のない話ばかりを史書に記載していた。司馬光はそうではなく、大胆に野史を使って不道徳なことも記載しているといろいろな例を述べ、「皆本末粲然，然則雜史、瑣說、家傳，豈可盡廢也！（このような野史を活用した資治通鑑の記載は粲然と輝いており、野史（雑史）や些細な話、家伝を無視してはいけないということが分かるではないか）」と述べている。
司馬光が野史を大いに採ったために、結果的に資治通鑑は残酷な描写が多いと言われるようになった。資治通鑑を研究した桑原隲蔵は資治通鑑の食人描写をもとに史料を集めて有名な「支那人間に於ける食人肉の風習」という論文を書いたほどである。これは司馬光が上記のような儒教的な曲筆をすべて排除し、正史が排除していた当時の武人の従軍記録や民間人の手記を「政治家の戒めになるもの」として参考にしているためである。このことからしばしば「通鑑は小説を採る」と言われて批判されたが、元の『文献通考』は「唐・五代の記述で野史を多く採用しているのは、司馬光が世を矯正し、乱れた中国の風俗をただし、理想の社会を実現しようとしてやったことである。誹謗中傷していたくだらない人間たちは司馬光の志を全く理解しようとしていない。悲しいことだ！」と弁護している。
逆に文官の功績を称えるために、正史が大量に採用していた文官の詩文や上表文はほとんど整理されてしまった。また、正史が文官の功績を称えるために記していた怪奇現象の類も全て削り、「君臣治乱・成敗安危の跡」すなわち歴史の大きな流れのみを重点的に記すようにした。このことはかなり問題となり、助手劉恕の息子、劉羲仲は『通鑑問疑』を著して「淮南王劉安や司馬遷が日月と光を争うとまで褒め称えた屈原の『離騒』を始めとする文学作品を切り捨て、歴代の儒者・隠者の話も八割がた削除してしまっているのは全くおかしなことだ。また劉邦が白蛇を斬ったような怪奇現象は歴史著述に必要なもので、それを『資治通鑑』が載せないのはおかしい」と批判して司馬光に伝えたが、司馬光は助手に「なかなか良い質問だ」と返答させただけで意に介さなかった。ただ、劉邦の白蛇を斬る話のみ、後に復活させている。
また司馬光は、当時の正史が制度史・経済史を軽視していたことを非常に嘆いており、資治通鑑では制度の変遷、経済史、天文、地理といった百科全書的な記載も多くしている。注を行った胡三省は司馬光の百科全書的な記載に驚嘆し、「温公の通鑑を作るや、特にまた治乱の跡を紀すのみならんや。礼楽・暦数・天文・地理に至っては尤も其の詳を致す。通鑑を読む者は飲河の鼠の如し。各おの其の量を充たすのみ。」と述べている。つまり、黄河にネズミが口をつけて水を飲み、自分が必要な量の水を飲んだら満足して帰るようなものだ、そして河はいつまでも尽きることがないというのである。
本書の作製方法としては、可能な限りの資料を収集し、それを年月日に整理し直して一つの一大資料集（長編とも呼ばれた）を造り上げるという第一段階。次いでその大資料集を下に、司馬光が治世に役立つもののみを択び取り、『資治通鑑』として完成させるという第二段階があった。
このうち、第一段階は司馬光自身が全て行ったのではなく、漢代はその専門家劉攽（当時の著名な学者であった劉敞の弟）が、唐代は司馬光の弟子の范祖禹が担当し、最も難関とされた南北朝時代は当時の史学研究の第一人者劉恕が担当した。そのため、当時としては最も優れた歴史編纂の一つとなった。なお劉恕の史料収集は余りに完璧であったため、司馬光はただ出来上がったものを手にするだけで、自分では何もしなくてもよかったと言わしめたほどである。
司馬光はこの書を編纂するに当たって、編年体を取ったことからも、春秋の書法を相当程度意識している。これらは彼の文集に残る諸書の記述や、当時の著名な春秋学者であった劉敞（劉攽の兄）への書簡のやり取りなどからも確認することができる。また、考証が必要な資料に関しては、別に『通鑑考異』30巻としてまとめられている。同様に、年表として、『通鑑目録』30巻も用意されている。

## 受容
北宋時代は『資治通鑑』はそれほど喜ばれず、司馬光が知人に読ませたところ居眠りを始めたほどだったという。また、前述のような革新性を持つ史書だったために、司馬光のやり方を快く思わない者たちが批判をしており、司馬光の政敵だった王安石一派の新法党は「『資治通鑑』は政府批判の書だ」と言い出し、まるで認めていなかった。司馬光没後に版木を叩き壊そうとする薛昂・林自なる者さえもいたが、皇帝の序文があったので版木は破壊を免れたという。
南宋になると知識人の間で『資治通鑑』は読まれるようになったが、朱熹は正統について問題があると『資治通鑑』を批判している。
むしろ金・元のような征服王朝では『資治通鑑』が大変喜ばれ、金が北宋の首都を占領したときに版木を持ち帰り、金の世宗や元の世祖クビライは『資治通鑑』愛読者であった。
金の世宗は「近ごろ『資治通鑑』を読むと、中国歴代の興亡が実によく分かり、非常に勉強になる。古の良史より勝っている」と絶賛した。またクビライは賈居貞という学者に北方遠征中のゲルの中で『資治通鑑』を講義させており、後に『資治通鑑』の略本（通鑑節要）をモンゴル語に翻訳させ、モンゴル族の優秀な青年を集めて『通鑑節要』をモンゴル語で学ばせたという。

## 資治通鑑の影響を受けた史書・小説作品
本書が以後の中国史学界に与えた影響は非常に大きく、同じく編年体の歴史書や、編年体の欠点を補うものとしての紀事本末体の歴史書が相次いで編纂された。
これら資治通鑑の影響を受けた史書には大きく分けて2つの系統がある。
まず、朱熹の『資治通鑑綱目』のほか、袁枢『通鑑紀事本末』のようなダイジェスト本（略本）の系統である。通鑑は浩瀚であるために手頃なダイジェスト版が南宋の頃から『陸状元通鑑』など複数存在していたこの『資治通鑑綱目』系の本は「綱鑑」（こうかん）と呼ばれ、巷の講釈師などがよく種本として用いた。したがって『三国志演義』・『隋唐演義』などの演義小説ではしばしば資治通鑑の略本「綱鑑」や、あるいは『資治通鑑』本編が引用されることがあると上田望は指摘している。
また、『十八史略』も正史と資治通鑑をミックスしたダイジェスト本の一つである。『十八史略』を増補した編集者の劉剡は『資治通鑑』の略本を出版していた業者の一人であったことも上田は指摘した。
もう一つの系統は李燾『続資治通鑑長編』・畢沅『続資治通鑑』・黄以周・秦緗業等『続資治通鑑長編拾補』など、『資治通鑑』の続編を意図し、『資治通鑑』で書かれた前の時代、もしくはその後の時代の歴史を通鑑にならって書くものである。例えば陳桱の『通鑑続編』は、太古の歴史と遼王朝の歴史を編年体で書いている。
後世になると２つの系統をまとめた『通鑑輯覧』・『靖献遺言』のような史書も書かれるに至った。『通鑑輯覧』は清の乾隆帝の勅撰で、歴史学者の趙翼らに命じて通鑑に加えて太古から明滅亡までの歴史を資治通鑑及びその続編の書を元にまとめ、細かい訓詁・典故・考証を付したものである。
『通鑑輯覧』を元に、更に『通典』などを元に制度面を補ったのが那珂通世の『支那通史』である。ただし『支那通史』は宋滅亡で終わっている。
『靖献遺言』は『資治通鑑』を元にしているが綱鑑系史書・正史でかなり補っており顔真卿・文天祥ら忠臣七名の事績を述べたもので、日本の幕末の志士はこぞって読んでいる。
また、宋末元初の胡三省による本書に対する注釈（『資治通鑑音注』、略して「胡注」という）は、記事を補正した上に、さらに異なった史料をも提供しており、本書を読む上での必読の文献であり、『資治通鑑』に付された多くの注の中でも、もっとも優れたものである。
現代では台湾の作家柏陽が中国語訳した「柏陽版資治通鑑（中国語: 柏杨版资治通鉴）」が台湾でベストセラーになった他、台湾にルーツを持つ作家の陳舜臣は『資治通鑑』をボロボロになるまで読み返して『秘本三国志』『小説十八史略』などを記している。

## 批判
『資治通鑑』は優れた史書とされているが、欠点がないわけではなく、後世の学者から批判を受けている箇所もある。以下に批判を列挙する。
- あまりにも文学に冷たいため、中国史に名を残した著名な文人すら記載されていないこと。清の李因は「屈原が『資治通鑑』に出ていないのはおかしい。杜甫ですら人物に言及されず、他の人のエピソードに出てくるだけだ」と批判している。ただ、これに対しては顧炎武が「『資治通鑑』は政治の参考にするための政治史であるから、文人に筆を割く暇など無いのだ」と弁護している。[30]
- 司馬光自身が「私は仏教に詳しくない」と認めていたため、法華経の訳者である鳩摩羅什は『資治通鑑』に登場するものの、般若経を訳した玄奘の天竺探検・西天取経について全く記載されていないなど、著者の知識の限界に基づく偏見があること。[31]
- 中華思想（華夷秩序）に基づく偏見が散見されること。岡田英弘は、『資治通鑑』は『北史』『南史』など唐の史官が書いた史書では南北朝が公平に扱われていたが、司馬光が中華思想に基づき無理やり南朝を正統としたために、奇妙な記載になっていることを批判しており、正しい歴史認識のさまたげになっていることを指摘している。[32]

## 構成
全294巻。
- 周紀（5巻）
- 秦紀（3巻）
- 漢紀（60巻）
- 魏紀（10巻）
- 晋紀（40巻）
- 宋紀（16巻）
- 斉紀（10巻）
- 梁紀（22巻）
- 陳紀（10巻）
- 隋紀（8巻）
- 唐紀（81巻）
- 後梁紀（6巻）
- 後唐紀（8巻）
- 後晋紀（6巻）
- 後漢紀（4巻）
- 後周紀（5巻）

### 周紀
- 巻001：威烈王23年 - 烈王7年（BC 403-BC 369）
- 巻002：顕王1年 - 顕王48年（BC 368-BC 321）
- 巻003：慎靚王1年 - 赧王17年（BC 320-BC 298）
- 巻004：赧王18年 - 赧王42年（BC 297-BC 273）
- 巻005：赧王43年 - 赧王59年（BC 272-BC 256）

### 秦紀
- 巻006：秦昭襄王52年 - 始皇帝19年（BC 255-BC 228）
- 巻007：始皇帝20年 - 二世皇帝1年（BC 227-BC 209）
- 巻008：二世皇帝2年 - 二世皇帝3年（BC 208-BC 207）

### 漢紀
- 巻009：前漢太祖:高帝:1年 - 太祖:高帝:2年（BC 206-BC 205）
- 巻010：太祖:高帝:3年 - 太祖:高帝:4年（BC 204-BC 203）
- 巻011：太祖:高帝:5年 - 太祖:高帝:7年（BC 202-BC 200）
- 巻012：太祖:高帝:8年 - 恵帝:7年（BC 199-BC 188）
- 巻013：高后:1年 - 文帝:前2年（BC 187-BC 178）
- 巻014：文帝:前3年 - 文帝:前10年（BC 177-BC 170）
- 巻015：文帝:前11年 - 景帝:前2年（BC 169-BC 155）
- 巻016：景帝:前3年 - 景帝:後3年（BC 154-BC 141）
- 巻017：武帝:建元1年 - 武帝:元光1年（BC 140-BC 134）
- 巻018：武帝:元光2年 - 武帝:元朔4年（BC 133-BC 125）
- 巻019：武帝:元朔5年 - 武帝:元狩4年（BC 124-BC 119）
- 巻020：武帝:元狩5年 - 武帝:元封1年（BC 118-BC 110）
- 巻021：武帝:元封2年 - 武帝:天漢2年（BC 109-BC 99）
- 巻022：武帝:天漢3年 - 武帝:後元2年（BC 98-BC 87）
- 巻023：昭帝:始元1年 - 昭帝:元鳳6年（BC 86-BC 75）
- 巻024：昭帝:元平1年 - 宣帝:地節2年（BC 74-BC 68）
- 巻025：宣帝:地節3年 - 宣帝:元康4年（BC 67-BC 62）
- 巻026：宣帝:神爵1年 - 宣帝:神爵3年（BC 61-BC 59）
- 巻027：宣帝:神爵4年 - 宣帝:黄龍1年（BC 58-BC 49）
- 巻028：元帝:初元1年 - 元帝:永光2年（BC 48-BC 42）
- 巻029：元帝:永光3年 - 元帝:竟寧1年（BC 41-BC 33）
- 巻030：成帝:建始1年 - 成帝:陽朔2年（BC 32-BC 23）
- 巻031：成帝:陽朔3年 - 成帝:永始3年（BC 22-BC 14）
- 巻032：成帝:永始4年 - 成帝:綏和1年（BC 13-BC 8）
- 巻033：成帝:綏和2年 - 哀帝:建平1年（BC 7-BC 6）
- 巻034：哀帝:建平2年 - 哀帝:建平4年（BC 5-BC 3）
- 巻035：哀帝:元寿1年 - 平帝:元始2年（BC 2-2）
- 巻036：平帝:元始3年 - 王莽:居摂3年（3-8）
- 巻037：王莽:始建国1年 - 王莽:天鳳1年（9-14）
- 巻038：王莽:天鳳2年 - 王莽:地皇3年（15-22）
- 巻039：淮陽王:更始1年 - 淮陽王:更始2年（23-24）
- 巻040：後漢光武帝:建武1年 - 光武帝:建武2年（25-26）
- 巻041：光武帝:建武3年 - 光武帝:建武5年（27-29）
- 巻042：光武帝:建武6年 - 光武帝:建武11年（30-35）
- 巻043：光武帝:建武12年 - 光武帝:建武22年（36-46）
- 巻044：光武帝:建武23年 - 明帝:永平3年（47-60）
- 巻045：明帝:永平4年 - 明帝:永平18年（61-75）
- 巻046：章帝:建初1年 - 章帝:元和1年（76-84）
- 巻047：章帝:元和2年 - 和帝:永元3年（85-91）
- 巻048：和帝:永元4年 - 和帝:元興1年（92-105）
- 巻049：殤帝:延平1年 - 安帝:元初2年（106-115）
- 巻050：安帝:元初3年 - 安帝:延光3年（116-124）
- 巻051：安帝:延光4年 - 順帝:陽嘉2年（125-133）
- 巻052：順帝:陽嘉3年 - 沖帝:永嘉1年（134-145）
- 巻053：質帝:本初1年 - 桓帝:永寿2年（146-156）
- 巻054：桓帝:永寿3年 - 桓帝:延熹6年（157-163）
- 巻055：桓帝:延熹7年 - 桓帝:延熹9年（164-166）
- 巻056：桓帝:永康1年 - 霊帝:建寧4年（167-171）
- 巻057：霊帝:熹平1年 - 霊帝:光和3年（172-180）
- 巻058：霊帝:光和4年 - 霊帝:中平4年（181-187）
- 巻059：霊帝:中平5年 - 献帝:初平1年（188-190）
- 巻060：献帝:初平2年 - 献帝:初平4年（191-193）
- 巻061：献帝:興平1年 - 献帝:興平2年（194-195）
- 巻062：献帝:建安1年 - 献帝:建安3年（196-198）
- 巻063：献帝:建安4年 - 献帝:建安5年（199-200）
- 巻064：献帝:建安6年 - 献帝:建安10年（201-205）
- 巻065：献帝:建安11年 - 献帝:建安13年（206-208）
- 巻066：献帝:建安14年 - 献帝:建安18年（209-213）
- 巻067：献帝:建安19年 - 献帝:建安21年（214-216）
- 巻068：献帝:建安22年 - 献帝:建安24年（217-219）

### 魏紀
- 巻069：魏文帝:黄初1年 - 文帝:黄初3年（220-222）
- 巻070：文帝:黄初4年 - 明帝:太和1年（223-227）
- 巻071：明帝:太和2年 - 明帝:太和4年（228-230）
- 巻072：明帝:太和5年 - 明帝:青龍2年（231-234）
- 巻073：明帝:青龍3年 - 明帝:景初1年（235-237）
- 巻074：明帝:景初2年 - 邵陵厲公:正始6年（238-245）
- 巻075：邵陵厲公:正始7年 - 邵陵厲公:嘉平4年（246-252）
- 巻076：邵陵厲公:嘉平5年 - 高貴郷公:正元2年（253-255）
- 巻077：高貴郷公:甘露1年 - 元帝:景元2年（256-261）
- 巻078：元帝:景元3年 - 元帝:咸熙1年（262-264）

### 晋紀
- 巻079：西晋武帝:泰始1年 - 武帝:泰始8年（265-272）
- 巻080：武帝:泰始9年 - 武帝:咸寧5年（273-279）
- 巻081：武帝:太康1年 - 武帝:太康9年（280-288）
- 巻082：武帝:太康10年 - 恵帝:元康8年（289-298）
- 巻083：恵帝:元康9年 - 恵帝:永康1年（299-300）
- 巻084：恵帝:永寧1年 - 恵帝:太安1年（301-302）
- 巻085：恵帝:太安2年 - 恵帝:永興1年（303-304）
- 巻086：恵帝:永興2年 - 懐帝:永嘉2年（305-308）
- 巻087：懐帝:永嘉3年 - 懐帝:永嘉5年（309-311）
- 巻088：懐帝:永嘉6年 - 愍帝:建興1年（312-313）
- 巻089：愍帝:建興2年 - 愍帝:建興4年（314-316）
- 巻090：東晋元帝:建武1年 - 元帝:太興1年（317-318）
- 巻091：元帝:太興2年 - 元帝:太興4年（319-321）
- 巻092：元帝:永昌1年 - 明帝:太寧1年（322-323）
- 巻093：明帝:太寧2年 - 成帝:咸和2年（324-327）
- 巻094：成帝:咸和3年 - 成帝:咸和6年（328-331）
- 巻095：成帝:咸和7年 - 成帝:咸康3年（332-337）
- 巻096：成帝:咸康4年 - 成帝:咸康7年（338-341）
- 巻097：成帝:咸康8年 - 穆帝:永和3年（342-347）
- 巻098：穆帝:永和4年 - 穆帝:永和6年（348-350）
- 巻099：穆帝:永和7年 - 穆帝:永和10年（351-354）
- 巻100：穆帝:永和11年 - 穆帝:昇平3年（355-359）
- 巻101：穆帝:昇平4年 - 海西公:太和3年（360-368）
- 巻102：海西公:太和4年 - 海西公:太和5年（369-370）
- 巻103：簡文帝:咸安1年 - 孝武帝:寧康3年（371-375）
- 巻104：孝武帝:太元1年 - 孝武帝:太元7年（376-382）
- 巻105：孝武帝:太元8年 - 孝武帝:太元9年（383-384）
- 巻106：孝武帝:太元10年 - 孝武帝:太元11年（385-386）
- 巻107：孝武帝:太元12年 - 孝武帝:太元16年（387-391）
- 巻108：孝武帝:太元17年 - 孝武帝:太元21年（392-396）
- 巻109：安帝:隆安1年（397）
- 巻110：安帝:隆安2年（398）
- 巻111：安帝:隆安3年 - 安帝:隆安4年（399-400）
- 巻112：安帝:隆安5年 - 安帝:元興1年（401-402）
- 巻113：安帝:元興2年 - 安帝:元興3年（403-404）
- 巻114：安帝:義熙1年 - 安帝:義熙4年（404-408）
- 巻115：安帝:義熙5年 - 安帝:義熙6年（409-410）
- 巻116：安帝:義熙7年 - 安帝:義熙10年（411-414）
- 巻117：安帝:義熙11年 - 安帝:義熙12年（415-416）
- 巻118：安帝:義熙13年 - 恭帝:元熙1年（417-419）

### 宋紀
- 巻119：劉宋武帝:永初1年 - 営陽王:景平1年（420-423）
- 巻120：文帝:元嘉1年 - 文帝:元嘉4年（424-427）
- 巻121：文帝:元嘉5年 - 文帝:元嘉7年（428-430）
- 巻122：文帝:元嘉8年 - 文帝:元嘉12年（431-435）
- 巻123：文帝:元嘉13年 - 文帝:元嘉18年（436-441）
- 巻124：文帝:元嘉19年 - 文帝:元嘉23年（442-446）
- 巻125：文帝:元嘉24年 - 文帝:元嘉27年（447-450）
- 巻126：文帝:元嘉28年 - 文帝:元嘉29年（451-452）
- 巻127：文帝:元嘉30年（453）
- 巻128：孝武帝:孝建1年 - 孝武帝:大明2年（454-458）
- 巻129：孝武帝:大明3年 - 孝武帝:大明8年（459-464）
- 巻130：明帝:泰始1年（465）
- 巻131：明帝:泰始2年（466）
- 巻132：明帝:泰始3年 - 明帝:泰始6年（467-470）
- 巻133：明帝:泰始7年 - 蒼梧王:元徽3年（471-475）
- 巻134：蒼梧王:元徽4年 - 順帝:昇明2年（476-478）

### 斉紀
- 巻135：南斉高帝:建元1年 - 武帝:永明1年（479-483）
- 巻136：武帝:永明2年 - 武帝:永明7年（484-489）
- 巻137：武帝:永明8年 - 武帝:永明10年（490-492）
- 巻138：武帝:永明11年（493）
- 巻139：明帝:建武1年（494）
- 巻140：明帝:建武2年 - 明帝:建武3年（495-496）
- 巻141：明帝:建武4年 - 明帝:永泰1年（497-498）
- 巻142：東昏侯:永元1年（499）
- 巻143：東昏侯:永元2年（500）
- 巻144：和帝:中興1年（501）

### 梁紀
- 巻145：梁武帝:天監1年 - 武帝:天監3年（502-504）
- 巻146：武帝:天監4年 - 武帝:天監6年（505-507）
- 巻147：武帝:天監7年 - 武帝:天監13年（508-514）
- 巻148：武帝:天監14年 - 武帝:天監17年（515-518）
- 巻149：武帝:天監18年 - 武帝:普通4年（519-523）
- 巻150：武帝:普通5年 - 武帝:普通6年（524-525）
- 巻151：武帝:普通7年 - 武帝:大通1年（526-527）
- 巻152：武帝:大通2年（528）
- 巻153：武帝:大中通1年（529）
- 巻154：武帝:大中通2年（530）
- 巻155：武帝:大中通3年 - 武帝:大中通4年（531-532）
- 巻156：武帝:大中通5年 - 武帝:大中通6年（533-534）
- 巻157：武帝:大同1年 - 武帝:大同3年（535-537）
- 巻158：武帝:大同4年 - 武帝:大同10年（538-544）
- 巻159：武帝:大同11年 - 武帝:中大同1年（545-546）
- 巻160：武帝:太清1年（547）
- 巻161：武帝:太清2年（548）
- 巻162：武帝:太清3年（549）
- 巻163：簡文帝:大宝1年（550）
- 巻164：簡文帝:大宝2年 - 元帝:承聖1年（551-552）
- 巻165：元帝:承聖2年 - 元帝:承聖3年（553-554）
- 巻166：敬帝:紹泰1年 - 敬帝:太平1年（555-556）

### 陳紀
- 巻167：陳武帝:永定1年 - 武帝:永定1年（557-559）
- 巻168：文帝:天嘉1年 - 文帝:天嘉3年（560-562）
- 巻169：文帝:天嘉4年 - 文帝:天康1年（563-566）
- 巻170：臨海王:光大1年 - 宣帝:太建3年（567-571）
- 巻171：宣帝:太建4年 - 宣帝:太建6年（572-574）
- 巻172：宣帝:太建7年 - 宣帝:太建8年（575-576）
- 巻173：宣帝:太建9年 - 宣帝:太建11年（577-579）
- 巻174：宣帝:太建12年（580）
- 巻175：宣帝:太建13年 - 長城公:至徳1年（581-583）
- 巻176：長城公:至徳2年 - 長城公:禎明2年（584-588）

### 隋紀
- 巻177：隋文帝:開皇9年 - 文帝:開皇11年（589-591）
- 巻178：文帝:開皇12年 - 文帝:開皇19年（592-599）
- 巻179：文帝:開皇20年 - 文帝:仁寿3年（600-603）
- 巻180：文帝:仁寿4年 - 煬帝:大業3年（604-607）
- 巻181：煬帝:大業4年 - 煬帝:大業8年（608-612）
- 巻182：煬帝:大業9年 - 煬帝:大業11年（613-615）
- 巻183：煬帝:大業12年 - 恭帝:義寧1年（616-617）
- 巻184：恭帝:義寧1年（617）

### 唐紀
- 巻185：唐高祖:武徳1年（618）
- 巻186：高祖:武徳1年（618）
- 巻187：高祖:武徳2年（619）
- 巻188：高祖:武徳2年 - 高祖:武徳4年（619-621）
- 巻189：高祖:武徳4年（621）
- 巻190：高祖:武徳5年 - 高祖:武徳7年（622-624）
- 巻191：高祖:武徳7年 - 高祖:武徳9年（624-626）
- 巻192：高祖:武徳9年 - 太宗:貞観2年（626-628）
- 巻193：太宗:貞観2年 - 太宗:貞観5年（628-631）
- 巻194：太宗:貞観6年 - 太宗:貞観11年（632-637）
- 巻195：太宗:貞観11年 - 太宗:貞観14年（637-640）
- 巻196：太宗:貞観15年 - 太宗:貞観17年（641-643）
- 巻197：太宗:貞観17年 - 太宗:貞観19年（643-645）
- 巻198：太宗:貞観19年 - 太宗:貞観22年（645-648）
- 巻199：太宗:貞観22年 - 高宗:永徽6年（648-655）
- 巻200：高宗:永徽6年 - 高宗:龍朔2年（655-662）
- 巻201：高宗:龍朔2年 - 高宗:咸亨1年（662-670）
- 巻202：高宗:咸亨2年 - 高宗:開耀1年（671-681）
- 巻203：高宗:永淳1年 - 武周武則天:垂拱2年（682-686）
- 巻204：武則天:垂拱3年 - 武則天:天授2年（687-691）
- 巻205：武則天:長寿1年 - 武則天:万歳通天1年（692-696）
- 巻206：武則天:神功1年 - 武則天:久視1年（697-700）
- 巻207：武則天:久視1年 - 中宗:神龍1年（700-705）
- 巻208：中宗:神龍1年 - 中宗:景龍1年（705-707）
- 巻209：中宗:景龍2年 - 睿宗:景雲1年（708-710）
- 巻210：睿宗:景雲1年 - 玄宗:開元1年（710-713）
- 巻211：玄宗:開元2年 - 玄宗:開元5年（714-717）
- 巻212：玄宗:開元6年 - 玄宗:開元13年（718-725）
- 巻213：玄宗:開元14年 - 玄宗:開元21年（726-733）
- 巻214：玄宗:開元22年 - 玄宗:開元29年（724-741）
- 巻215：玄宗:天宝1年 - 玄宗:天宝6年（742-747）
- 巻216：玄宗:天宝6年 - 玄宗:天宝12年（747-753）
- 巻217：玄宗:天宝13年 - 粛宗:至徳1年（754-756）
- 巻218：粛宗:至徳1年（756）
- 巻219：粛宗:至徳1年 - 粛宗:至徳2年（756-757）
- 巻220：粛宗:至徳2年 - 粛宗:乾元1年（757-758）
- 巻221：粛宗:乾元2年 - 粛宗:上元1年（759-760）
- 巻222：粛宗:上元2年 - 代宗:広徳1年（761-763）
- 巻223：代宗:広徳1年 - 代宗:永泰1年（763-765）
- 巻224：代宗:永泰1年 - 代宗:大暦8年（765-773）
- 巻225：代宗:大暦9年 - 代宗:大暦14年（774-779）
- 巻226：代宗:大暦14年 - 徳宗:建中2年（779-781）
- 巻227：徳宗:建中2年 - 徳宗:建中3年（781-782）
- 巻228：徳宗:建中4年（783）
- 巻229：徳宗:建中4年 - 徳宗:興元1年（783-784）
- 巻230：徳宗:興元1年（784）
- 巻231：徳宗:興元1年 - 徳宗:貞元1年（784-785）
- 巻232：徳宗:貞元1年 - 徳宗:貞元3年（785-787）
- 巻233：徳宗:貞元3年 - 徳宗:貞元7年（787-791）
- 巻234：徳宗:貞元8年 - 徳宗:貞元10年（792-794）
- 巻235：徳宗:貞元10年 - 徳宗:貞元16年（794-800）
- 巻236：徳宗:貞元17年 - 順宗:永貞1年（801-805）
- 巻237：憲宗:元和1年 - 憲宗:元和4年（806-809）
- 巻238：憲宗:元和4年 - 憲宗:元和7年（809-812）
- 巻239：憲宗:元和7年 - 憲宗:元和11年（812-816）
- 巻240：憲宗:元和12年 - 憲宗:元和14年（817-819）
- 巻241：憲宗:元和14年 - 穆宗:長慶1年（819-821）
- 巻242：穆宗:長慶1年 - 穆宗:長慶2年（821-822）
- 巻243：穆宗:長慶3年 - 文宗:太和2年（823-828）
- 巻244：文宗:太和3年 - 文宗:太和7年（829-833）
- 巻245：文宗:太和8年 - 文宗:開成2年（834-837）
- 巻246：文宗:開成3年 - 武宗:会昌2年（838-842）
- 巻247：武宗:会昌3年 - 武宗:会昌4年（843-844）
- 巻248：武宗:会昌4年 - 宣宗:大中3年（844-849）
- 巻249：宣宗:大中4年 - 宣宗:大中13年（850-859）
- 巻250：懿宗:咸通1年 - 懿宗:咸通8年（860-867）
- 巻251：懿宗:咸通9年 - 懿宗:咸通10年（868-869）
- 巻252：懿宗:咸通11年 - 僖宗:乾符3年（870-876）
- 巻253：僖宗:乾符4年 - 僖宗:広明1年（877-880）
- 巻254：僖宗:広明1年 - 僖宗:中和2年（880-882）
- 巻255：僖宗:中和2年 - 僖宗:中和4年（882-884）
- 巻256：僖宗:中和4年 - 僖宗:光啓3年（884-887）
- 巻257：僖宗:光啓3年 - 僖宗:文徳1年（887-888）
- 巻258：昭宗:龍紀1年 - 昭宗:大順2年（889-891）
- 巻259：昭宗:景福1年 - 昭宗:乾寧1年（892-894）
- 巻260：昭宗:乾寧2年 - 昭宗:乾寧3年（895-896）
- 巻261：昭宗:乾寧4年 - 昭宗:光化2年（897-899）
- 巻262：昭宗:光化3年 - 昭宗:天復1年（900-901）
- 巻263：昭宗:天復2年 - 昭宗:天復3年（902-903）
- 巻264：昭宗:天復3年 - 昭宗:天祐1年（903-904）
- 巻265：昭宗:天祐1年 - 哀帝:天祐3年（904-906）

### 後梁紀
- 巻266：後梁太祖:開平1年 - 太祖:開平2年（907-908）
- 巻267：太祖:開平2年 - 太祖:乾化1年（908-911）
- 巻268：太祖:乾化1年 - 均王:乾化3年（911-913）
- 巻269：均王:乾化3年 - 均王:貞明3年（913-917）
- 巻270：均王:貞明3年 - 均王:貞明5年（917-919）
- 巻271：均王:貞明5年 - 均王:龍徳2年（919-922）

### 後唐紀
- 巻272：後唐荘宗:同光1年（923）
- 巻273：荘宗:同光2年 - 荘宗:同光3年（924-925）
- 巻274：荘宗:同光3年 - 明宗:天成1年（925-926）
- 巻275：明宗:天成1年 - 明宗:天成2年（926-927）
- 巻276：明宗:天成2年 - 明宗:天成4年（927-929）
- 巻277：明宗:長興1年 - 明宗:長興3年（930-932）
- 巻278：明宗:長興3年 - 潞王:清泰1年（932-934）
- 巻279：潞王:清泰1年 - 潞王:清泰2年（934-935）

### 後晋紀
- 巻280：後晋高祖:天福1年（936）
- 巻281：高祖:天福2年 - 高祖:天福3年（937-938）
- 巻282：高祖:天福4年 - 高祖:天福6年（939-941）
- 巻283：高祖:天福7年 - 斉王:開運1年（942-944）
- 巻284：斉王:開運1年 - 斉王:開運2年（944-945）
- 巻285：斉王:開運2年 - 斉王:開運3年（945-946）

### 後漢紀
- 巻286：後漢高祖:天福12年（947）
- 巻287：高祖:天福12年 - 高祖:乾祐1年（947-948）
- 巻288：高祖:乾祐1年 - 隠皇帝:乾祐2年（948-949）
- 巻289：隠皇帝:乾祐3年（950）

### 後周紀
- 巻290：後周太祖:広順1年 - 太祖:広順2年（951-952）
- 巻291：太祖:広順2年 - 太祖:顕徳1年（952-954）
- 巻292：太祖:顕徳1年 - 世宗:顕徳3年（954-956）
- 巻293：世宗:顕徳3年 - 世宗:顕徳4年（956-957）
- 巻294：世宗:顕徳5年 - 世宗:顕徳6年（958-959）

## 版本
版本は他の正史と異なり、残欠なども見られず、ほぼ完全に残存している。司馬光の肉筆原稿はほんの一部分しか残っていないが、司馬光生前に木版印刷が計画され、版下の校正も司馬光の意向で行われている。初版本は流石に残らなかったが、重版のものは残存している。
以下、尾崎康の研究により概要を述べる。
資治通鑑は司馬光存命中に木版印刷が作られ、司馬光は版下の校正も行っている。その間、政変が起き司馬光や助手の范祖禹は政界に返り咲いたために手が足りなくなったので司馬光自ら「学問があり、暇そうにしている」黄庭堅を校閲の官にすることを願い出ており、了承されている。ただし、決定稿が完成し版木が出来たのは司馬光没後の元祐元年10月となった。（司馬光は同年9月病没）刊行は元祐7年までずれこんだ。宋の国子監で刊行したから「国子監本」という。この「国子監本」の初刷は現在残っていない。現存最古の本である「紹興本」（紹興三年両漸東路茶塩司刊本…南宋の地方政府機関の「両漸東路茶塩司」が刊行したもの）は、尾崎によれば「国子監本」の覆刻と推定される。商務印書館の百衲本も紹興本に依拠している。紹興本には政府による刻本の他、坊刻本（民間で作られた粗末な刻本）もあり、六種ほど残っている。ただしこの「国子監本」は注がない。通鑑紀事本末の宋刊大字本は「国子監本」に依拠しているため、『資治通鑑』の校訂にも使われている。
元の中期、紹興本に胡三省の注を付したものが出版された。これを「胡三省音注本」という。この系統では明治時代に津藩の学者だった山名留三郎が訓点を付した「山名本」がよく知られている。これは江戸時代に行われた明の陳仁錫の校訂本を元にしているようである。また、清代に胡克家が復刻した「胡克家本」は現在もっともよく読まれている中華書局本『資治通鑑』の底本となっている。中華書局本が出版される前は山名本や百衲本が研究によく用いられていたと間野潜龍は語っている。通行本の中華書局本では、「胡克家本」を元に百衲本（紹興本）や『通鑑紀事本末』などの諸本で校訂が行われており、版本の異同は7000箇所に及ぶという。

## 近年刊行された版本
近年の日本・中国では多数の『資治通鑑』が発売されている。ここでは代表的な版本のみを挙げる。
- 百衲本『傅增湘藏百衲本資治通鑑』広西師範大学出版社、2023　出版説明によると「紹興本」系の諸本をまとめたものらしい。
- 山名本（和刻本, 山名留三郎訓点本, 東京：鳳文館, 1884、復刻：汲古書院, 1973, 再版2000）
- 中華書局本 『資治通鑑』　中華書局　初版1956年
- 『景印文淵閣四庫全書』第304冊－第310冊、第311冊目録他（台北：台湾商務印書館, 1983-1986）

節本である『通鑑紀事本末』『通鑑輯覧』も下記の版本がある。
- 『通鑑紀事本末』上海古籍出版社,1994 宋刊大字本によるもので『資治通鑑』初版本「国子監本」の面影を残す。
- 『御批歴代通鑑輯覧』新興書局（台湾）、1959年

## 日本語訳書・抄訳
大部の書であるため、現代日本語訳の全訳はまだなく、漢文書き下しの「続国訳漢文大成」本が唯一の日本語全訳となっている。部分的な抄訳は4種、紹介本が1種、改編本が1種ある。
- 加藤繁、公田連太郎訳註 『國譯資治通鑑』〈全4冊組〉、（ソウル：景仁文化社、1996年）‐ 昭和初期に全16冊で出された漢文読み下し「続国訳漢文大成」の改訂本
  - 複製本『国訳漢文大成　続経子史部』（第9巻～第14巻：日本図書センター、2000年）、本文は12巻目まで
- 頼惟勤、石川忠久ほか編訳 『資治通鑑選』（平凡社〈中国古典文学大系 第14巻〉、初版1970年、復刊1994年）、現代語抄訳。294巻全巻の史論部分のみを抜粋して訳したもの。
- 竹内照夫訳『資治通鑑』（明徳出版社中国古典新書）1971、現代語抄訳
- 田中謙二編訳 『資治通鑑』（ちくま学芸文庫、2019年）、これも現代語の抄訳。時代ごとに４つの部分(戦国の智瑶の滅亡・後漢の党錮の禁・南北朝の侯景の乱・唐の安史の乱)を紀事本末体で訳している。
  - 旧版 『中国文明選1　資治通鑑』（朝日新聞社、1974年）
- 徳田隆訳　『徳田本　全訳資治通鑑』（アーティスタ社）、2014年 書籍版は1巻のみ、その後は2019年の22巻まで電子書籍で刊行。戦国時代から後漢末まで訳されている。

この他、麻生川静男『資治通鑑に学ぶリーダー論: 人と組織を動かすための35の逸話』河出書房新社、2018のような紹介と抄訳を兼ねた書籍もある。先述の以下の書にも資治通鑑からの抜粋と抄訳が含まれる。
- 那珂通世『支那通史』上中下、和田清訳（※書き下し文）、1949、岩波文庫[37]

## 索引
- 佐伯富『資治通鑑索引』（東洋史研究資料叢刊 3）（1961年）